# Gunnar Lagerås
Sven Gunnar Lagerås, född 30 november 1912 i Kristianstad, död där 8 mars 1995, var en svensk väg- och vattenbyggnadsingenjör. Han var bror till Bertil Lagerås. 
Lagerås, som var son till köpman Sven Larsson och Elisabeth Håkansson, utexaminerades från Chalmers tekniska högskola 1938. Han blev mätningsingenjör vid stadsingenjörskontoret i Karlstads stad 1938, i Karlskrona stad 1943, amanuens vid Lantmäteristyrelsens stadsbyrå 1944, mätningsingenjör vid stadsingenjörskontoret i Kristianstads stad 1945, andre stadsingenjör där 1947 och var stadsingenjör där från 1949. Han var även vattenrättsnämndeman i Kristianstad från 1956. Han gravsattes på Östra begravningsplatsen i Kristianstad.